# Henry Slack
Henry Berry Slack (Chicago, 31 marzo 1877 – San Francisco, 18 luglio 1928) è stato un velocista statunitense.
Prese parte ai Giochi olimpici di Parigi del 1900 nelle gare dei 100 metri piani e 400 metri piani. In entrambe le competizioni fu eliminato al primo turno.